# مايلز برونسون
مايلز برونسون (بالإنجليزية: Miles Bronson)‏ هو مبشر أمريكي، ولد في 1812 في نيويورك في الولايات المتحدة، وتوفي في 1883.